# Меченосец (фильм)
«Меченосец» — российский художественный фильм 2006 года, супергеройская мелодрама Филиппа Янковского по мотивам одноимённого романа Евгения Даниленко.

## Сюжет
Главный герой Саша с детства обладает страшной сверхспособностью — он умеет выпускать из своей правой руки лезвие меча. За ним охотятся многие — для того, чтобы использовать эту силу в своих целях. Саша слишком опасен, чтобы жить среди людей, и поэтому многие ополчаются против него. Его отношение к людям меняется после того, как ему повстречалась прекрасная девушка. Она не знает, на что способен Саша, и не подозревает, что её любимого преследуют. Однако затем в кровавой разборке с её бывшим сожителем она становится свидетельницей того, что Саша — убийца, и от страха сдаёт его. В итоге оба вынуждены пуститься в бега.

## В ролях
| Актёр              | Роль             |
| ------------------ | ---------------- |
| Артём Ткаченко     | Саша / Меченосец |
| Чулпан Хаматова    | Катя             |
| Алексей Горбунов   | Клим             |
| Татьяна Лютаева    | Белла            |
| Леонид Громов      | Рощин            |
| Алексей Жарков     | отец             |
| Дмитрий Мухамадеев | Алексей          |
| Надежда Маркина    | мать Саши        |
| Егор Пазенко       | Альберт          |
| Елена Башуева      |                  |
| Андрей Биланов     |                  |
| Иван Колесников    | Сергей           |
| Николай Шатохин    | священник        |
| Александр Тютрюмов | Боров            |
| Лина Миримская     | Аня              |
| Федя Черных        | Саша в детстве   |
| Александр Ноткин   |                  |
| Дмитрий Поддубный  |                  |

## Критика
Лариса Резникова, «Независимая газета»:

…с жалостью в этой ленте что-то не задалось. Ни мокрушника Меченосца, ни влюблённую в него Катю так до самого конца и не жалко. Ни капельки. Вроде бы, как положено по законам американского «экшна», авторы пунктиром рассказали про трудное детство героя, про не баловавшую его судьбу, окружили героев пренеприятными типами. Но сделали это до того цинично и формально, с «холодным сердцем», что сопереживать герою решительно невозможно.

Александр Иванов, «Волгоградник»:

Итак, у нас есть герой-одиночка. Он обладает сверхспособностями и похож на помесь Раскольникова с Росомахой из «Людей Х» не без родства с Нео: чёрное пальто, угрюмый взгляд исподлобья, металлическая хрень, вырастающая из кисти руки, некое разночинство во внешности. <…> Ну ладно сценарий не удался (в Голливуде с этим тоже проблемы), можно было отыграться на экшне. Ага, режиссёр так отыгрался, что просто смех. <…> У «Меченосца» есть лишь одно большое достоинство — ну очень роскошный визуальный ряд, местами приглушённостью красок напоминающий «Возвращение» Андрея Звягинцева. За это надо сказать большое спасибо художнику и оператору фильма, однако картинка сама по себе не способна спасти бессмысленное и вялотекущее кино.

Лиза Зырянова, «Кино Mail.ru»:

…с первых минут фильма режиссёр Янковский накрывает зрителя красочным одеялом из дождя, волн и опавших листьев. Неторопливо и обстоятельно, через картинки, а не диалоги, рассказывая о своём красивом, добром, но справедливом, нежном и жёстком, полном мистической силы герое. Плавность фильма приводит к мысли, что на экране вот-вот кто-нибудь замедитирует.

Дмитрий Пучков, «Tynu40k Goblina»:

Добротная находка — минимализм диалогов. Говорят в фильме очень мало, и это круто. Давно я так не радовался отсутствию тупого трёпа и ахинеи. Ну, конечно, есть пара сцен в стиле отечественного кино — с истериками и воплями, но в целом — хорошо сделано. Убрать диалоги — весьма непросто, ибо если на экране никто не разговаривает, зрителю надо на что-то смотреть. И тут <…> у оператора получилось хорошо.

Елизавета Деренковская, Kg-portal.ru:

…психоделичность происходящего прослеживается не так явно, как, например, в «Жести», но назвать это повествованием о нормальных людях язык не поворачивается. <…> Мало того, что лицедеи прекрасно отыгрывают свои роли, они при этом ещё и внешне поразительно подходят под характеры своих героев. И угрюмый Саша мог получиться правдоподобно только с необычной и загадочной внешностью Артёма Ткаченко, а так невесомо и красиво сыграть мечтательную и феистую Катю — это несомненная заслуга Чулпан Хаматовой. Даже актёры, задействованные всего в нескольких минутах, и то успевают — как, например, отец Саши — выразить в одном коротком взгляде весь спектр различных эмоций. Сквозь проклевывающуюся скуку, первый признак которой — ощущение сильного неудобства даже в самом удобном кресле, — всё-таки можно оценить, что все любовные сцены сняты красиво и с чувством. Ах, если бы и остальное было сделано так же! Мечты, мечты…